# ネレウス (小惑星4660番)
ネレウス (4660 Nereus) は、太陽系の地球近傍小惑星のひとつ。アポロ群に属する。1982年、パロマー天文台のエレノア・ヘリンによって発見された。
ギリシア神話に登場する海神ネレウスにちなんで命名された。
地球公転軌道にまで近づくため、小惑星からのサンプルリターンを行う「MUSES-C計画」で当初目標とされた小惑星であった。だが、探査機の能力的に、ネレウスへ向かうことが困難と判断され、目標は当初からバックアップ天体として候補に挙がっていた (10302) 1989 MLに変更された。しかし2000年にX線天文衛星ASTRO-Eを打ち上げるはずだったM-Vロケット4号機の失敗によりまたもや探査計画は延期となり、目標を再検討した結果、偶然にも射程内にあった (25143) 1998 SF36（探査機はやぶさの打ち上げ後、イトカワと命名）を目指すこととなった。